# میگل مورا (بازیکن فوتبال)
میگل مورا (انگلیسی: Miguel Mora؛ زادهٔ ۳ ژوئن ۱۹۷۴) بازیکن فوتبال اهل اسپانیا است.
از باشگاه‌هایی که در آن بازی کرده‌است می‌توان به باشگاه فوتبال اونیائو و باشگاه فوتبال ریو آوه اشاره کرد.